# Czoło Turbacza
Czoło Turbacza (1258 m) – piąty pod względem wysokości szczyt w Gorcach leżący w masywie Turbacza. Jest jedną z wyższych kulminacji w otoczeniu Turbacza. Od schroniska na Turbaczu oddalony jest o około 20 minut przejścia szlakiem turystycznym. Wznosi się 27 metrów nad Halą Turbacz przez co jest mało wybitną kulminacją w otoczeniu Turbacza.

## Topografia
Czoło Turbacza znajduje się w grzbiecie odbiegającym od masywu Turbacza w północnym kierunku. Grzbiet ten na Czole Turbacza rozgałęzia się następnie na dwa inne;
- północno-zachodni do Suchego Gronia
- północny do Kopieńca

Grzbiety te rozdziela dolina potoku Turbacz. Stoki Czoła Turbacza opadają więc do dolin trzech potoków: Olszowego Potoku, potoku Turbacz i potoku Rostoka.

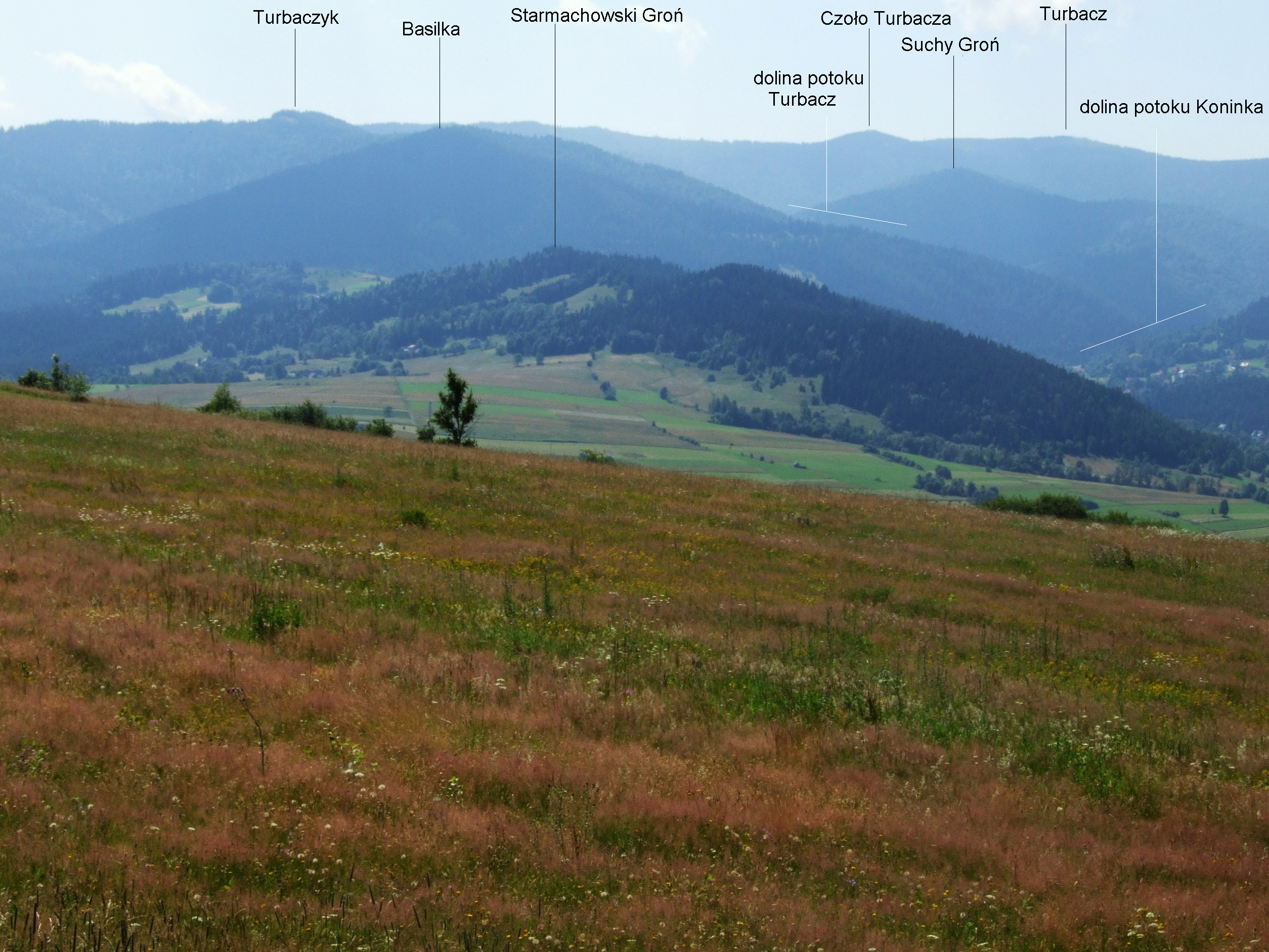
Widok z Potaczkowej

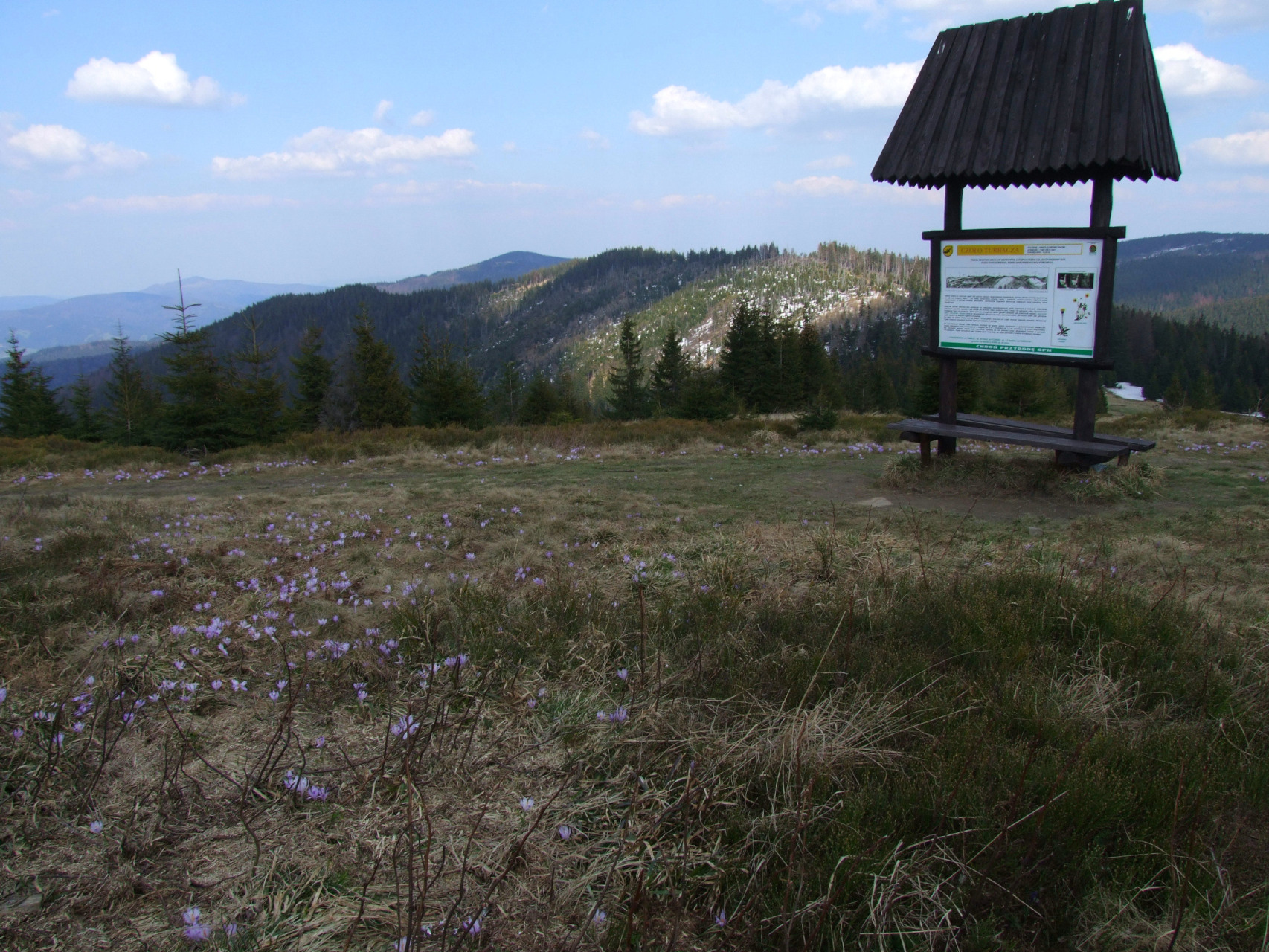
Widok na Beskid Wyspowy, Kudłoń i Mostownicę spod wierzchołka

## Opis szczytu
Stoki Czoła Turbacza są porośnięte lasem, ale na jego grzbiecie znajdują się dwie duże polany. Na północno-zachodnim grzbiecie znajduje się polana Czoło, zaś poniżej szczytu, po jego południowo-wschodniej stronie duża Hala Turbacz z ołtarzem polowym. Istnieją też w bezpośrednim sąsiedztwie szczytu skalne wychodnie. Od południowej strony na szczycie Czoła Turbacza występuje charakterystyczna skalna grzęda gruboławicowych zlepieńców. Tworzy ona próg, nazywany Diabelskim Kamieniem, o wysokości ok. 1,7 m i długości 5 m.
Z Czoła Turbacza i Hali Turbacz rozciągają się rozległe widoki na Halę Długą z Tatrami na drugim planie. Szczyt znajduje się na obszarze Gorczańskiego Parku Narodowego, w granicach wsi Poręba Wielka w województwie małopolskim, w powiecie limanowskim, w gminie Niedźwiedź.

## Szlaki turystyczne
Hucisko (parking) – Suchy Groń – Średnie – Czoło Turbacza – Turbacz. Suma podejść ok. 650 m, czas przejścia około 2 godz. 30 min, ↓ 2 godz.
 Niedźwiedź – Orkanówka – Łąki – Turbaczyk – Spalone – Kopieniec – Czoło Turbacza – Turbacz.